# Pristimantis leucorrhinus
Espèce
Pristimantis leucorrhinus est une espèce d'amphibiens de la famille des Craugastoridae.

## Répartition
Cette espèce est endémique de la province d'Oxapampa dans la région de Pasco au Pérou. Elle se rencontre dans le district de Chontabamba dans le parc national Yanachaga Chemillén à environ 2 500 m d'altitude dans la cordillère Yanachaga.

## Description
La femelle holotype mesure 21,1 mm

## Publication originale
- Boano, Mazzotti & Sindaco, 2008 : A new peculiar frog species of the genus Pristimantis from Yanachaga-Chemillen National Park, Peru. Zootaxa, no 1674, p. 51-57.